# Farligt löfte
Farligt löfte är en svensk svartvit thriller från 1955, inspelad i Stockholmsmiljö.

## Handling
Filmen utspelar sig i Vasastan i Stockholm, mer exakt i området närmast Sankt Eriksplan. Den lilla flickan Helen råkar bli vittne till ett mord som begås i det hus hon bor i. Offer för ett svartsjukedrama som leder till mord är den unga grannkvinnan Ulla Brantman. Mördaren Bertil Strand, som även han är en av grannarna, försöker tysta ner lilla Helen genom att lova henne en ny cykel. Hon är dock helt omedveten om den fara som, på grund av vad hon bevittnat, vilar över henne.

## Om filmen
Filmen fick ett svalt mottagande från kritiker, men den då 11-åriga Lena Nyman som gjorde sin filmdebut i rollen som den lilla flickan Helen fick beröm i de flesta tidningar.
Farligt löfte har visats i SVT, bland annat i mars 2020.

## Rollista i urval
- Bengt Blomgren – Åke Tomasson
- Ulla Holmberg – Anna-Greta Tomasson
- Lena Nyman – Helen Tomasson
- Inger Juel – Ulla Brantman
- Herman Ahlsell – Bertil Strand
- Birgitta Valberg – Irma Strand
- Guje Lagerwall – Margit Färlind
- Hanny Schedin – Fru Bergström